# Vasconcellea weberbaueri
Vasconcellea weberbaueri är en tvåhjärtbladig växtart som först beskrevs av Hermann August Theodor Harms, och fick sitt nu gällande namn av Victor Manuel Badillo. Vasconcellea weberbaueri ingår i släktet Vasconcellea och familjen Caricaceae. Inga underarter finns listade i Catalogue of Life.